# مايك مورغان (لاعب كرة قدم أمريكية أمريكي)
مايك مورغان (بالإنجليزية: Mike Morgan)‏ هو لاعب كرة قدم أمريكية أمريكي، ولد في 19 يناير 1956.

## وصلات خارجية
- مايك مورغان على موقع مرجع كرة القدم المحترفة.كوم (الإنجليزية)